# New Palmyra Project
New Palmyra Project (Nouveau Projet Palmyre), aussi désigné par #NEWPALMYRA, a pour but de reproduire l'ancienne ville de Palmyre dans un environnement virtuel et immersif en se basant sur des données et ressources archéologiques. 

## Origine
Le projet a été lancé en utilisant les photographies que Bassel Khartabil avait prises de Palmyre depuis 2005. Le travail de Bassel consistait au départ à reproduire des modèles de l'ancienne ville avec le soutien de Al Aous Publishers. En 2012, il a été arrêté, et le projet d'origine de même que ses fichiers sources ont été perdus. 
Barry Threw, qui est devenu le directeur du projet, l'a renommé en #NEWPALMYRA et une communauté de développeurs, de modélistes et d'archéologues s'est mise à collaborer à modeler, restaurer et, plus tard, recréer totalement ces structures historiques enregistrées par vidéo et photo. 
En 2015, l'EI capture Palmyre et détruit certains de ces sites historiques les plus populaires. Fin 2015, The Institute for Digital Archaeology commence à contribuer au projet en envoyant des archéologues munis de caméras 3D afin d'enregistrer les autres vestiges que l'EI pourrait éventuellement décider de détruire.

## Modèles 3D

### L'arc de triomphe
L'une des structures les plus célèbres de Palmyre était probablement l’arc de triomphe (قوس النصر). Bâti pendant le règne, de 193 à 211, de l'empereur Septime Sévère, l'arc a parfois été confondu avec la porte d'Hadrien. Il s'inscrit entre les sections centrales et orientales de la colonnade à l'endroit ou cette dernière dévie son orientation de 30°.

### Le tétrapyle
Le tétrapyle, érigé lors des rénovations de Dioclétien à la fin du IIIe siècle, est formé d'une plate-forme carrée, dont chaque angle présente un groupe de quatre colonnes au centre desquelles s'élevait autrefois une statue. Les colonnes originales ont été apportées d'Égypte et sculptées dans du granit rose. Lors de la restauration au béton de l'ensemble des colonnes en 1963, seulement une d'entre elles n'était pas endommagée. Il a été détruit par l'EI le 20 janvier 2017.

### Le temple de Bêl

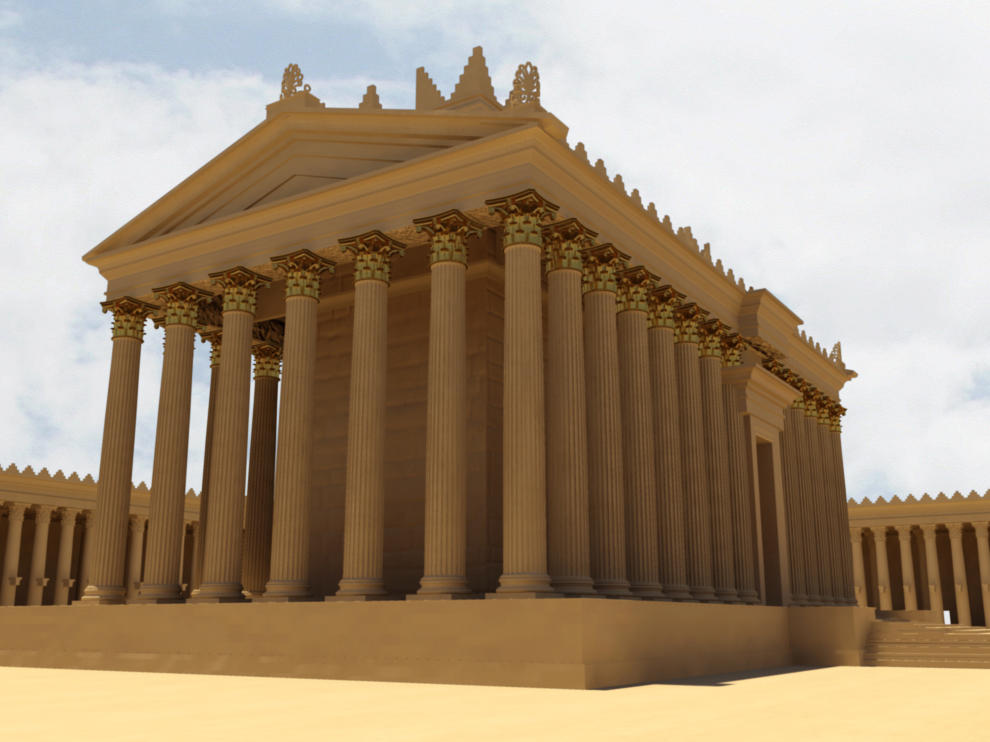
Le temple de Bêl modélisé.

Le temple de Bêl, construit en 32 av. J.-C., était dédié au dieu mésopotamien Bêl. Il figurait parmi les endroits les mieux préservés de Palmyre avant sa destruction par l'EI en août 2015.